# Wallingford (Vermont)
Wallingford es un pueblo ubicado en el condado de Rutland en el estado estadounidense de Vermont. En el año 2010 tenía una población de 2,079 habitantes y una densidad poblacional de 18.4 personas por km².

## Geografía
Wallingford se encuentra ubicado en las coordenadas 43°27′28″N 72°56′49″O / 43.45778, -72.94694.

## Demografía
Según la Oficina del Censo en 2000 los ingresos medios por hogar en la localidad eran de $37,204 y los ingresos medios por familia eran $47,007. Los hombres tenían unos ingresos medios de $33,162 frente a los $24,141 para las mujeres. La renta per cápita para la localidad era de $19,570. Alrededor del 5.9% de la población estaban por debajo del umbral de pobreza.